# Wildwasserrennsport-Weltmeisterschaften 2017
Die Kanuwildwassersprint-Weltmeisterschaften 2017 fanden vom 23. September bis 1. Oktober 2017 im französischen Pau statt. Es waren die vierten reinen Sprint-Weltmeisterschaften im Wildwasserrennsport. Es waren die ersten gemeinsamen Wildwasser-Weltmeisterschaft der Wildwasserrennsportler und Wildwasserslalom-Kanuten seit die Weltmeisterschaften im Wildwasserrennsport und dem Wildwasserslalom 1995/1996 getrennt wurden.
Insgesamt wurden elf Wettbewerbe ausgetragen, bei den Männern jeweils eine Einzel- und eine Mannschaftsentscheidung im Einer-Kajak (K1), Einer-Canadier (C1) und Zweier-Canadier (C2) und bei den Frauen je eine Einzel- und Mannschaftsentscheidung im Einer-Kajak und Einer-Canadier sowie eine Einzelentscheidung im Zweier-Canadier. Erfolgreichste Nation war mit Abstand Gastgeber Frankreich.

## Ergebnisse

### Männer

#### Kajak
| Wettbewerb | Gold                                                | Zeit  | Silber                                          | Zeit  | Bronze                                                     | Zeit  |
| K-1        | Anze Urankar                                        | 45,95 | Nejc Žnidarčič                                  | 46,34 | Gaetan Guyonnet                                            | 46,54 |
| K-1 Team   | FrankreichGaetan Guyonnet Paul Graton Clement Faure | 49,11 | SlowenienSimon Oven Anze Urankar Nejc Žnidarčič | 49,99 | DeutschlandYannic Lemmen Björn Beerschwenger Björn Barthel | 50,71 |

#### Canadier
| Wettbewerb | Gold                                                                                                  | Zeit  | Silber                                                                                   | Zeit  | Bronze | Zeit  |
| C-1        | Ondřej Rolenc                                                                                         | 50,29 | Matej Beňuš                                                                              | 50,47 | Blaz Cof | 51,26 |
| C-1 Team   | FrankreichQuentin Dazeur Louis Lapointe Ancelin Gourjault                                             | 53,50 | TschechienOndřej Rolenc Antonin Hales Vladimir Slanina                                   | 53,57 | SlowenienBlaz Cof Simon Hočevar Luka Zganjar                                                                 | 58,94 |
| C-2        | FrankreichQuentin Dazeur Stéphane Santamaria                                                          | 49,39 | FrankreichTony Debray Louis Lapointe                                                     | 50,01 | FrankreichDamien Mareau Pierre Troubady                                                                      | 50,79 |
| C-2 Team   | FrankreichTony Debray Louis Lapointe Damien Mareau Pierre Troubady Quentin Dazeur Stéphane Santamaria | 53,18 | TschechienAntonin Hales Martin Novask Marek Rygel Petr Vesely Michael Sramek Lukas Tomek | 56,81 | ItalienVladi Panato Federico Fasoli Mattia Quintarelli Giorgio Dell’Agostino Paolo Razzauti Stefano Cipressi | 58,41 |

### Frauen

#### Kajak
| Wettbewerb | Gold                                                | Zeit  | Silber                                                | Zeit  | Bronze                                            | Zeit  |
| K-1        | Claire Bren                                         | 51,73 | Manon Hostens                                         | 51,91 | Hannah Brown                                      | 52,37 |
| K-1 Team   | FrankreichClaire Bren Manon Hostens Phenicia Dupras | 56,51 | ItalienGiulia Formenton Beatrice Grasso Mathilde Rosa | 58,69 | DeutschlandSabine Füßer Lisa Köstle Alke Overbeck | 61,34 |

#### Canadier
| Wettbewerb | Gold                                                   | Zeit  | Silber                                        | Zeit  | Bronze                                              | Zeit  |
| C-1        | Claire Haab                                            | 58,45 | Martina Satková                               | 58,94 | Marie Nemcova                                       | 59,29 |
| C-1 Team   | TschechienMartina Satková Radka Valikova Marie Nemcova | 66,70 | FrankreichManon Durand Claire Haab Cindy Coat | 69,25 | DeutschlandMaren Lutz Lea Sophie Barth Sabrina Barm | 94,86 |
| C-2        | TschechienAnezka Paloudova Marie Nemcova               | 59,26 | FrankreichManon Durand Cindy Coat             | 59,67 | SlowakeiBarbora Kortisova Katarina Kopunova         | 60,29 |

## Medaillenspiegel
| Platz  | Land                   | Gold | Silber | Bronze | Gesamt |
| ------ | ---------------------- | ---- | ------ | ------ | ------ |
| 1      | Frankreich             | 7    | 4      | 2      | 13     |
| 2      | Tschechien             | 3    | 3      | 1      | 7      |
| 3      | Slowenien              | 1    | 2      | 2      | 5      |
| 4      | Italien                | -    | 1      | 1      | 2      |
|        | Slowakei               | -    | 1      | 1      | 2      |
| 6      | Deutschland            | -    | -      | 3      | 3      |
| 7      | Vereinigtes Königreich | -    | -      | 1      | 1      |
| Gesamt | Gesamt                 | 11   | 11     | 11     | 33     |